# Myrioblephara dinawana
Myrioblephara dinawana là một loài bướm đêm trong họ Geometridae.